# ふりむいて抱きしめて
「ふりむいて抱きしめて」（ふりむいてだきしめて）はWANDSの2枚目のシングル。

## 内容
1stアルバム『WANDS』の先行シングルで、WANDSが初めて自作曲に挑んだ作品。
1994年の再発盤では「もっと強く抱きしめたなら」以降のようにジャケットの折り畳み用線がなくなっている。

## ミュージックビデオ
映像作品『BEST OF WANDS VIDEO HISTORY』には「ふりむいて抱きしめて」のビデオクリップと、「Baby Baby Baby」のライヴ映像（ダイジェスト）が収録されている。

## 収録曲
| 全作詞: 上杉昇、全作曲・編曲: 大島康祐。 |                                                |        |            |      |
| #                                        | タイトル                                       | 作詞   | 作曲・編曲 | 時間 |
| 1.                                       | 「ふりむいて抱きしめて」                       | 上杉昇 | 大島康祐   | 4:04 |
| 2.                                       | 「Baby Baby Baby」                             | 上杉昇 | 大島康祐   | 3:45 |
| 3.                                       | 「ふりむいて抱きしめて」(オリジナル・カラオケ) | 上杉昇 | 大島康祐   | 4:04 |
| 合計時間:                                | 合計時間:                                      | 11:53  |            |      |

## 楽曲解説
1. ふりむいて抱きしめて
  - テレビ朝日系『OH!エルくらぶ』オープニングテーマ
  - 歌詞は上杉昇が女性にふられた腹いせに書かれたと語っている[1]。
  - ダンサブルな曲に仕上がっており、「時の扉」と「Jumpin' Jack Boy」のカップリング曲の「White Memories」も候補にあったが、ダンサンブル・チューンをリリースしたいというメンバーの意向から「ふりむいて抱きしめて」が2枚目のシングルとなった[2]。
2. Baby Baby Baby
  - 子守唄らしきサウンドから始まっている。

## 収録アルバム
- WANDS (#1)
- SINGLES COLLECTION+6 (#1)
- WANDS BEST 〜HISTORICAL BEST ALBUM〜 (#1)
- WANDS BEST HITS (#1)
- vocal compilation 90's hits Vol.1〜male〜 at the BEING studio (#1)
- BEST OF WANDS HISTORY (#2)

## 参加ミュージシャン
- 岩切玲子：コーラス（#1-3）